# Европско првенство у атлетици у дворани 2021 — штафета 4 × 400 метара за мушкарце
Трка штафета на 4 х 400 м у мушкој конкуренцији на 36. Европском првенству у дворани 2021. у Торуњу одржано је 7. марта у Арена Торуњ.
Титулу освојену у Глазгову 2019. бранила је штафета Белгије.

## Земље учеснице
Учествовало је 20 такмичара из 5 земаља.
1. Белгија (4)
2. Италија (4)
3. Уједињено Краљевство (4)
4. Холандија (4)
5. Чешка (4)

## Рекорди
| Рекорди пре почетка Европског првенства 2021.  | Рекорди пре почетка Европског првенства 2021.                                              | Рекорди пре почетка Европског првенства 2021. | Рекорди пре почетка Европског првенства 2021. | Рекорди пре почетка Европског првенства 2021. |
| ---------------------------------------------- | ------------------------------------------------------------------------------------------ | --------------------------------------------- | --------------------------------------------- | --------------------------------------------- |
| Светски рекорд                                 | „USC” „INT” Сједињене Државе · (Zachary Shinnick, Раи Бенџамин, Рики Морган, Мајкл Норман) | 3:00,77                                       | Колеџ Стејшон, САД                            | 10. март 2018.                                |
| Европски рекорд                                | Пољска · (Карол Залевски, Рафал Омелко, Лукаш Кравшук, Јакуб Кжевина)                      | 3:01,77                                       | Бирмингем, Уједињено Краљевство               | 4. март 2018.                                 |
| Рекорди европских првенстава                   | Белгија · (Жилијен Ватрен, Дилан Борле, Жонатан Борле, Кевин Борле)                        | 3:02,87                                       | Праг, Чешка                                   | 8. март 2015.                                 |
| Најбољи светски резултат сезоне у дворани      | Тенеси (Себастијан Kuпер, Кристофер Бејли, Емануел Бајнам, Жонатан Сакор)                  | 3:04,08                                       | Фејетвил, САД                                 | 27. фебруар 2021.                             |
| Најбољи европски резултат сезоне у дворани     | Русија · St. Peterburg Region                                                              | 3:09,70                                       | Москва, Русија                                | 27. фебруар 2021.                             |
| Рекорди остварени на Европском првенству 2021. |                                                                                            |                                               |                                               |                                               |
| Најбољи европски резултат сезоне у дворани     | Холандија · (Јохем Добер, Лимарвин Боневасија, Рамсеј Ангела, Тони вон Дипен)              | 3:06,06                                       | Торуњ, Пољска                                 | 7. март 2021.                                 |

## Сатница
| Датум         | Време | Ниво   |
| ------------- | ----- | ------ |
| 7. март 2021. | 18:57 | Финале |

## Квалификациона норма
| дворана или отворено |
| -------------------- |
| нема норму           |

## Освајачи медаља
|                                                                                   |                                                                    |                                                                               |
| Холандија · Јохем Добер, · Лимарвин Боневасија, · Рамсеј Ангела, · Тони вон Дипен | Чешка · Вит Милер, · Павел Маслак, · Михал Десенски, · Патрик Шорм | Уједињено Краљевство · Џо Брајер, · Овен Смит, · Џејмс Вилијамс, · Ли Томпсон |

## Резултати

### Финале
Такмичење не одржано 7. марта 2021. године у 18:57.,
| Пласман | Земља                | Атлетичари                                                      | НР      | Резултат | Белешка |
| ------- | -------------------- | --------------------------------------------------------------- | ------- | -------- | ------- |
|         | Холандија            | Јохем Добер, Лимарвин Боневасија, Рамсеј Ангела, Тони вон Дипен | 3:17,04 | 3:06,06  | ЕРС     |
|         | Чешка                | Вит Милер, Павел Маслак, Михал Десенски, Патрик Шорм            | 3:04,09 | 3:06,54  |         |
|         | Уједињено Краљевство | Џо Брајер, Овен Смит, Џејмс Вилијамс, Ли Томпсон                | 3:03,20 | 3:06,70  |         |
| 4.      | Белгија              | Александар Дом, Жонатан Борле, Дилан Борле, Кевин Борле         | 3:02,51 | 3:06,96  |         |
| 5.      | Италија              | Едоардо Скоти, Роберт Грант, Брајан Лопез, Владимир Ачети       | 3:05,51 | 3:07,37  |         |